# 2. Liga 2024-2025 (Austria)
La 2. Liga 2023-2024, anche nota come Admiral 2. Liga 2024-2025, è la 51ª edizione della seconda divisione del campionato austriaco di calcio e si disputa tra il 2 agosto 2024 e il 25 maggio 2025.

## Novità
Sedici squadre partecipano alla stagione 2024-25. Nonostante il quarto posto nella scorsa stagione, al Leoben non è stata concessa l'ammissione alla 2ª divisione in primo e secondo grado. Il club ha quindi fatto appello al tribunale arbitrale neutrale permanente della lega, dove ha fallito. Poiché a nessun altro club della Regionalliga West che aveva richiesto la licenza di seconda divisione è stata concessa, l'Amstetten è rimasto in campionato e il numero delle squadre retrocesse è stato ridotto a due. Anche il Dornbirn non è riuscito a ottenere l'ammissione alla 2ª divisione ed è stato retrocesso insieme a Leoben. L'ASK Voitsberg è stato promosso dalla Regionalliga Central austriaca e il Rapid Wien II è stato promosso dalla Regionalliga East austriaca. A completare il campionato c'è l'Austria Lustenau, retrocessa dalla Bundesliga austriaca 2023-24 in virtù del suo ultimo posto nella massima serie.

## Squadre partecipanti
| Club             | Città                  | Stadio                    | Stagione precedente      |
| ---------------- | ---------------------- | ------------------------- | ------------------------ |
| Admira Wacker M. | Mödling                | BSFZ-Arena                | 5° in 2. Liga            |
| Austria Lustenau | Lustenau               | Reichshof                 | 12° in Bundesliga        |
| Bregenz          | Bregenz                | ImmoAgentur Stadion       | 11° in 2. Liga           |
| First Vienna     | Vienna                 | Hohe Warte                | 7° in 2. Liga            |
| Floridsdorfer    | Vienna                 | Leopold Stroh             | 3° in 2. Liga            |
| Kapfenberger     | Kapfenberg             | Franz Fekete Stadion      | 12° in 2. Liga           |
| Liefering        | Liefering (Salisburgo) | Untersberg Arena (Grödig) | 6° in 2. Liga            |
| Ried             | Ried im Innkreis       | Keine Sorgen Arena        | 2° in 2. Liga            |
| Rapid Vienna II  | Vienna                 | Allianz Stadion           | 1° in Regionalliga Est   |
| SKU Amstetten    | Amstetten              | Ertl Glas Stadion         | 16° in 2. Liga           |
| St. Pölten       | Sankt Pölten           | NV Arena                  | 8° in 2. Liga            |
| Stripfing        | Weikendorf             | Sportplatz Stripfing      | 13° in 2. Liga           |
| Sturm Graz II    | Graz                   | Stadion Graz-Liebenau     | 15° in 2. Liga           |
| SV Lafnitz       | Lafnitz                | Sportplatz Lafnitz        | 10° in 2. Liga           |
| SV Horn          | Horn                   | Sportplatz Horn           | 9° in 2. Liga            |
| Voitsberg        | Voitsberg              | Hans Blümel Stadion       | 1° in Regionalliga Mitte |

## Classifica finale
|  | Pos. | Squadra          | Pt | G  | V  | N  | P  | GF | GS | DR  |
|  | ---- | ---------------- | -- | -- | -- | -- | -- | -- | -- | --- |
|  | 1.   | Ried             | 65 | 30 | 20 | 5  | 5  | 58 | 22 | +36 |
|  | 2.   | Admira Wacker M. | 59 | 30 | 18 | 5  | 7  | 48 | 31 | +17 |
|  | 3.   | Kapfenberger     | 54 | 30 | 17 | 3  | 10 | 53 | 49 | +4  |
|  | 4.   | St. Pölten       | 53 | 30 | 15 | 8  | 7  | 56 | 34 | +22 |
|  | 5.   | First Vienna     | 49 | 30 | 15 | 4  | 11 | 49 | 44 | +5  |
|  | 6.   | Liefering        | 43 | 30 | 13 | 4  | 13 | 43 | 44 | -1  |
|  | 7.   | Amstetten        | 42 | 30 | 12 | 6  | 12 | 49 | 40 | +9  |
|  | 8.   | Sturm Graz II    | 42 | 30 | 11 | 9  | 10 | 48 | 43 | +5  |
|  | 9.   | Bregenz          | 38 | 30 | 11 | 5  | 14 | 52 | 57 | -5  |
|  | 10.  | Rapid Vienna II  | 37 | 30 | 11 | 4  | 15 | 49 | 57 | -8  |
|  | 11.  | Floridsdorfer    | 37 | 30 | 9  | 10 | 11 | 30 | 35 | -5  |
|  | 12.  | Austria Lustenau | 37 | 30 | 8  | 13 | 9  | 24 | 26 | -2  |
|  | 13.  | Stripfing        | 34 | 30 | 8  | 10 | 12 | 39 | 43 | -4  |
|  | 14.  | Voitsberg        | 32 | 30 | 9  | 5  | 16 | 30 | 41 | -11 |
|  | 15.  | Horn             | 30 | 30 | 8  | 6  | 16 | 40 | 61 | -21 |
|  | 16.  | Lafnitz          | 16 | 30 | 3  | 7  | 20 | 40 | 81 | -41 |

Legenda:
      Promozione in Bundesliga
      Retrocessione in Regionalliga
Regolamento:

Tre punti per la vittoria, uno per il pareggio, zero per la sconfitta.
In caso di arrivo di due o più squadre a pari punti, la graduatoria verrà stilata secondo la classifica avulsa tra le squadre interessate che prevede, in ordine, i seguenti criteri:
- Punti generali
- Differenza reti generale
- Reti realizzate in generale
- Partite vinte in generale
- Partite vinte in trasferta
- Punti negli scontri diretti
- Differenza reti negli scontri diretti
- Differenza reti generale
- Sorteggio